# Разави Хорасан
Разави Хорасан (на персийски: خراسان رضوی Хорасан-е Разави) е един от останите (провинции) в Иран. Намира се в североизточната част на страната и заема площ 118 851 km2. Населението наброява около 6 000 000 души, 72% от които живеят в градовете на остана. Етническото мнозинство са персийци, малцинствените групи са тюрки и туркмени. Административният център на провинцията е град Машхад.

## История
Провинция Разави Хорасан е най-голямата от трите самостоятелни административни единици, учредени след разделянето на остан Хорасан през 2004 г.
Разави Хорасан се намира на територията на историческата област Велик Хорасан, част от империята на Сасанидите. Подобно на другите територии на древна Персия провинцията е завладяна през 7 век от араби, за кратко през 9 и 10 век е под управление на ирански династии, през 11 век е завоювана от Селджуките. Територията на Хорасан претърпява нашествия на ордите на Чингис хан, на узбекските и афганските племена. През епохата на Каджарите (18– 20 век) се установяват границите на иранския остан Хорасан. Останалата част на Велик Хорасан се намира на територията на сегашни Афганистан и Туркменистан.

## Административно деление
Всеки остан в Иран се дели на шахрестани, които състоят от бахши, те на свой ред съдържат най-малките административни единици – дехестани. Административният център на шахрестан е град, който носи името на шахрестана. Разави Хорасан е разделен на 20 шахрестана. Административният център на провинцията е град Машхад.
1. Машхад
2. Гучан
3. Даргаз
4. Ченаран
5. Сарахс
6. Фариман
7. Торбате Джам
8. Тайбат
9. Торбате Хейдарие
10. Фердос
11. Хваф
12. Рощкар
13. Кашмар
14. Бардаскан
15. Нишапур
16. Сабзевар
17. Гонабад
18. Калат
19. Махвелат
20. Халилабад
21. Бахарз
22. Баджестан
23. Торгабе и Шандиз
24. Фирузе
25. Джогатай
26. Джовейн
27. Хошаб
28. Заве

## География
Разави Хорасан е разположен в североизточен Иран и заема площ 118 851 km2. На север граничи с Туркменистан, на северозапад с остан Северен Хорасан, на запад с остан Семнан, на юг и югозапад с остан Южен Хорасан, на изток с Афганистан.
Над 49% от територията е заета от планини, разположени в северната и южната части на остана. Между тях се намират обширни долини, някои от които са с размери, стигащи в определени направления 200 km. Провинцията включва и крайните райони на голямата пустиня Дащ-е Кавир. Най-високата точка е връх Биналуд с надморско равнище 3211 m. Най-ниската точка на остана е с надморско равнище 299 m. През остана минава река Атрак. Плодородните земи се намират в шахрестаните Машхад, Ченаран, Гучан.
Климатът на остана се определя от разнообразието на географския релеф и по отношение на неговите характеристики останът се дели на 3 области. Най-плодородната и плътно заселената северната част е с планински климат – умерен и хладен. Източните и някои централни райони са с умерен, полусух климат. Най-южния шахрестан Гонабад е с горещ и сух климат.

## Население
Съгласно националното преброяване през 2011 г. населението на провинцията е 5 994 402 души, от които 4 311 210 души живеят в градовете, 68,5% са на възраст между 15 и 64 години, 5,7% са над 65 години и 25,7% са под 15 години. Средният годишен прираст на населението между 2006 и 2011 г. е 1,40%, плътността е 50 души/km2. Над 86% от населението на Разави Хорасан е грамотно (възрастова група над 6 г.).
Основната етническа група са персийци. В остана живеят също тюрки и туркмени. Преброяването през 2011 установи присъствието на значителен брой бежанци от Афганистан (205 859 души). Общо около 3,6% от жителите на остан Хорасан са с чуждестранно гражданство.

## Икономика
Стимулиращ фактор за интензивното развитие на търговия, строителство и хранително-вкусова промишленост в Разави Хорасан е религиозният туризъм, център на който е храмът на Имам Реза в Машхад.
Разнообразието на климатичните условия е благоприятно за производство на селскостопанската продукция. Земеделието е концентрирано върху производството на пшеница, берберис, ябълки, орехи, бадеми, фурми, цитрусови плодове и др. Тук се отглежда основната част от иранския шафран. Регионът е известен в страната и в съседните страни с качеството на сушените плодове – стафиди, кайсии, смокини, сливи. Животновъдството е представено с овцевъдство, отглеждане на крави, кози, биволи и камили.
Предприятията на леката промишленост произвеждат текстил, обувки, кожи и кожени изделия. Сред традиционните занаяти на региона са ръчното килимарство и обработка на тюркоаз.
Провинцията е богата на желязо, манган, мед, черни въглища, цинк, каолин, строителни камъни (мрамор, травертин). Освен миннодобивните предприятия тук се намира металургичната и автомобилната индустрия на Иран.

## Образование
- Фирдоуси Университет на Машхад[7]
- Медицински Университет на Машхад
- Исламски Свободен Университт на Машхад
- Медицински Университет на Сабзевар[8]
- Хакиме Сабзевари Университет на Сабзевар[9]
- Исламски Свободен Университет на Бардаскан
- Исламски Свободен Университет на Торбате Джам
- Исламски Свободен Университет на Сабзевар[10]
- Исламски Свободен Университет на Нишапур
- Исламски Свободен Университет на Гучан
- Исламски Свободен Университет на Торбат Хейдарийе
- Университет за Приложни Науки на Хорасан
- Имам Реза Университет[11]
- Бахар Институт за Висше Образование[12]
- Саджад Институт за Технологии[13]
- Асрар Институт за Висше Образование[14]
- Пайаме Нур Университет на Машхад
- Пайаме Нур Университет на Бардаскан
- Медицински Университет на Гонабад[15]
- Исламски Свободен Университет на Гонабад[16]
- Изследователски Институт за Спортни Науки на Иран

## Забележителности
Провинцията притежава много исторически, архитектурни и природни забележителности.
- Тус – древен град близо до Машхад
- Гробница на Фирдоуси в Тус
- Гробница на Омар Хаям в Нишапур
- Мавзолей на Атар в Нишапур
- Храм на Имам Реза в Машхад
- Джамия Гохаршад в Машхад
- Гробница на Надер Шах в Машхад
- Кервансарай Робате Шараф в Сарахс
- Ганат в Гонабад
- Пещерите Зари, Хенделабад, Ноздуран, Моган, Карде
- Езеро Базанган в Сарахс

## Галерия
- Мавзолей на Атар
- Кула във Фирузабад, Бардаскан
- Дървена Джамия в Нишапур
- Гробница на Фирдоуси, Тус
- Мавзолей на Яхйа, Сабзевар
- Петъчната джамия в Нишапур